# Benidorm Club de Futbol
El Benidorm Club de Futbol va ser un club de futbol de la ciutat de Benidorm, (la Marina Baixa, País Valencià). Va ser fundat el 1964. El seu estadi va ser el Guillermo Amor, antigament conegut com a Estadi Municipal de Foietes. Va jugar diverses temporades al grup III de la Segona B i en la Tercera Divisió.
L'entitat va desaparèixer el 2011, després de 47 anys d'història.
Evolució del nom:
- 1964-1970: Benidorm Club de Fútbol
- 1970-2009: Benidorm Club Deportivo
- 2009-2011: Benidorm Club de Fútbol

L'any 2016 va ser fundat el Club de Futbol Benidorm

## Història
- 14 temporades en Segona B
- 14 temporades en Tercera Divisió

Últimes temporades:
- 2001/2002: - Segona divisió B - 17é - Descens
- 2002/2003: - Tercera divisió - 1r
- 2003/2004: – Tercera divisió - 1r - Ascens
- 2004/2005: - Segona B - 12é
- 2005/2006: - Segona B - 7é
- 2006/2007: - Segona B - 9è
- 2007/2008: - Segona B -

En juliol de 2009 el club va canviar el seu nom oficial de Benidorm CD a Benidorm CF.